# I. Frigyes pfalzi választófejedelem
I. (Győzelmes) Frigyes (Heidelberg, 1425. augusztus 1. –‎ Heidelberg, 1476. december 12.) pfalzi választófejedelem 1451-től haláláig.

## Élete
III. Lajos választó fiaként született. Édesapja 1436-os halála után több országrész is rá szállt, ő azonban ezeket önként bátyjára, IV. Lajos választóra ruházta át. IV. Lajos halála (1449) után Frigyes Fülöp nevű kiskorú unokaöccsének gyámja és az ország kormányzója lett. 1452-ben a rendek választófejedelemmé választották, azzal a feltétellel, Fülöpöt örökbe fogadja és utódává teszi. III. Frigyes német-római császár tiltakozott ez ellen, ezért Felső-Pfalz városai elszakadtak Frigyestől. Frigyes azonban 1454-ben fegyverrel a kezében kényszerítette a városokat a meghódolásra.
Évekkel később a császár átokkal sújtotta Frigyest, mivel Nassaui Adolf mainzi érsek ellenében a korábban letett Dietrichnek fogta pártját. Ebben az úgynevezett.pfalzi háborúban Frigyes aratott végül győzelmet, és 1462. június 30-án a Seckenheimi csata után sikerült elfogatnia az ellenséges vezéreket: würtembergi Ulrikot, bádeni Károlyt és György metzi püspököt. A foglyokat csak hatalmas váltságdíj és terület átengedés árán bocsátotta ismét szabadon.
Frigyes a későbbiekben sem békült meg III. Frigyes császárral, ennek ellenére zavartalanul uralkodhatott az elfoglalt országrészekben továbbra is. 1472-ben feleségül vette Dett Klárát, akit Dettingen néven nemesi rangra emelt. Dettingentől két fia született: Frigyes és Lajos (a Löwenstein-Wertheim hercegek őse). Frigyes Pfalzban – az egyezség szerint – unokaöccse Fülöp követte a trónon.